# Манастир Торба
Манастирът Тòрба (на италиански: Monastero di Torba) е бивш бенедиктински женски жилищен комплекс в Тòрба - подселище на село Горнате Олона, Ломбардия, Северна Италия, в археологическия парк Кастелсеприо. Сградите са част от списък със структури, свързани с „Лангобардите в Италия: места на властта (568–774 г. сл. Хр.)“, който датира от лангобардската епоха от Ранното средновековие. Като част то тези структури през юни 2011 г.  абатството е вписано в Списъка на ЮНЕСКО за обектите на световното културно и природно наследство.
Манастирът е един от етапите на Виа Франчиска дел Лукоманьо (Via Francisca del Lucomagno) - пътят, по който на колело или пеша в продължение на повече от 100 км може да се докоснеш до множество интересни културни и природни забележителности.

## История
Първото ядро на комплекса Кастелсеприо, част от който е Торба, възниква при древните римляни през 5 век сл.н.е. като част от една от военните аванпостове, построени за защита срещу варварските набези по югозападната стена на Алпите. Сеприо (първоначално наричан Sibrium) - районът около река Олона, където е основан Торба, е място с известно стратегическо значение през римския период, отчасти поради водоснабдяването му, отчасти поради положението му върху важна комуникационна ос през Алпите. Там е построен каструм или крепост - основа на днешното северноиталианско секо Кастелсеприо. Едно от неговите разклонения е наблюдателната станция и кула в днешното подселище Торба. Кастелсеприо-Торба и прилежащата му територия формират една от най-важните фалшборди за контрол и отбрана на зоната, позволяваща достъпа до столицата на Лангобардското кралство Павия от северноалпийските проходи, т.е. от териториите на франките и техните съюзници.
Каструмът е използван през следващите няколко века от готите, византийците и накрая от лангобардите. По време на дългия период на pax longobarda групата сгради в Торба губи своята военна функция и придобива религиозна такава благодарение на заселването през 8 век на група бенедиктински монахини. Това води до построяването на манастир, добавяйки към оригиналните структури други сгради за килиите, трапезарията и оратория, както и портик с три арки за подслон на пътници и поклонници. През 11 век се появява нова малка църква, посветена на Дева Мария. По време на франкския период Сеприо става седалище на маркграф, като така придобива допълнителна земеделска значимост. През следващите векове той се превръща в бойно поле за някои от най-мощните милански семейства, особено Дела Торе и Висконти през 13 век. През 1287 г. Отоне Висконти - архиепископ на Милано, за да спре съперника си, използвайки укрепленията срещу него, нарежда разрушаването на каструма на Кастелсеприо с изключение на религиозните сгради. В Торба женският манастир включва Римската кула, която по този начин оцелява.
От съществуващите документи (най-ранният от които датира от 1049 г.) е възможно да се възстанови историята на абатството, особено през Ренесанса. След като орденът е възстановен в Ломбардия, много благороднически семейства се стремят да имат своя игуменка там. Това е така до 1482 г., когато монахините се преместват в Традате под влияние на семейство Пустерла, оставяйки мястото за обработка от фермери арендатори. Така започва т. нар. „земеделски период“ на комплекса, траещ до 1799 г., по времето на Наполеон I, и разпускането на религиозните ордени. Торба губи всякаква монашеска връзка и сградите са преобразувани за чисто утилитарни земеделски цели: портикът е зазидан, входът на църквата е разширен, за да може по-добре да се използва като склад за каруци и инструменти, а стенописите са варосани.
През следващите години имотът сменя собствениците си много пъти, докато не е изоставен през 1971 г. от последното земеделско семейство. След години на забвение е придобит през 1977 г. от италианската бизнесменка Джулия Мария Моцони Креспи - основателка на Фондация FAI (Fondo Ambiente Italiano). Тя го дарява на FAI, която го реставрира. През 1986 г. продължителната реставрация е завършена и мястото е отворено за обществеността.

## Архитектура

### Църква
Църквата, посветена на Дева Мария, е построена на няколко етапа между 8 и 13 век, като са използвани камъни, събрани от река Олона, слепени с пясък и вар. Интериорът съдържа следи от по-ранна църковна структура: все още са видими останките от камбанария с квадратни очертания, предшестващи сегашната конструкция. Външната стена на апсидата, с големи обли камъни, има четири пиластъра, разделящи я на пет части, в рамките на които има отвори за единични прозорци в трапецовидно изрязано обкръжение. Горният периметър е украсен с „висящи“ или обърнати арки от теракотени тухли, създаващи интересен хроматичен ефект, популярен в лангобардската романска архитектура. Вътре в църквата са преоткрити някои гробници и крипта с амбулакър, датирана към 8 век, до която се стига чрез две стълбища от каменни стълби, поставени в страничните стени. Към първоначално правоъгълната църква е добавена през 12 и 13 век и апсида от туф и тухла. За да се увеличи капацитетът на сградата, към основната част на църквата, над криптата, е добавена подвижна дървена мецанинова конструкция.
Фреските по варовиковите стени, поради лошото им състояние на съхранение, са доста фрагментирани и не позволяват точното идентифициране на предмета им. Могат да се разпознаят две фази: по-старата е от 9-10 век, а по-новата - от 11-13 век. Някои видими фрагмента върху камбанарията са от по-новата фаза: сред тях може да се идентифицира лицето на Свети Йоаким заедно с надписа (A) KIM. Разнообразието по външната стена свидетелства за криволичещата история на църквата през вековете.

### Абатство
Реставрационните работи на FAI разкриват на бял свят големите арки на портика на основната манастирска сграда, сега място за освежаване, разположена на римската линия на стената, все още видима в трапезарията, където може да се види и голямата оригинална камина. Портикът е за поклонници и пътешественици, които имат възможността да си починат под него и да се възползват от печката, близо до която се намира стълбището, водещо към горния етаж на кулата.

### Кула
Кулата, чиято функция е да осигури гледка към римската отбранителна система, е най-близката до река Олона точка и един от малкото останали в Северна Италия образци на римска отбранителна архитектура от 5-6 век. Построена е в квадратна форма от материали, спасени от разрушени римски гробници, и се характеризира с мощна, но изтънена конструкция. Периметърните стени постепенно намаляват дебелината си от основата (около 2 m) до нивото на покрива, където са около 85 cm, създавайки поредица от стъпала (известни като „отмествания“), видими както вътре, така и извън структурата, висока повече от 18 m. Ъглите на стените също са подсилени с контрафорси. През 8 век кулата губи военната си функция и е включена в манастира.
Интериорът на кулата показва по-очевидно сложната история на сградата: на първия етаж, до прозорците на бойниците от военния период, се намира оживален прозорец от 15 век. Останките от стенописи по стените и нишите, врязани в тях, са доказателство, че през лангобардския период това помещение е използвано като място за погребение на аристократи и игуменки. Сред все още четливите стенописи може да се разграничи фигурата на монахиня, на чийто надпис от жълта охра се чете типичното лангобардско име Алиберга. По-късно то е заменено с изписано с бяла боя име на монахинята Каста, а ръцете са пребоядисани. В ниша на южната стена все още се съхранява тъмночервен кръст с извити ръкави, от който висят две малки вериги, носещи гръцките букви алфа и омега - символи на началото и на края, както и фрагментиран погребален надпис. Характеристиките на стила на всички надписи отвеждат към 8 век поради стила, който много изследователи датират от Лангобардския период. Сред материалите, използвани повторно за изграждането на този етаж, е парче римски мрамор с релефна резба на гребенов шлем.
Между 8 и 11 век вторият етаж е използван от монахините като ораторий, както се вижда от присъствието на понастоящем изгубен олтар и от изображенията на религиозни фигури по стените. На източната стена има следи от шест изображения на римски сенници (velaria), което е рядко срещано. По-горе е фигурата на Христос Пантократор (без брада) на трон между два ангела, с фигурата на Дева Мария от едната му страна и тази на Свети Йоан Кръстител от другата. Към 2019 г. може да се различи единствено фигурата на Свети Йоан Кръстител, вероятно предназначена да образува дейсис с тези на Дева Мария и може би на Свети Петър. На западната стена се предполага, че е имало фигури на светици и мъченици (от които сега е различима само тази на Света Евфимия благодарение на фрагмент от надпис), а под тях е видима процесия от осем монахини, нарисувани в анфас, с отворена ръка в знак на молитва и с кръст в другата. На южната стена има останки от стенопис с Богородица с Младенеца, заобиколени от светци, епископ и молителка на колене, държаща свещ. На северната стена има останки от нарисувана лъвска глава, идентифицирана от някои като тази на Свети Марк, което предполага, че това някога е било изображение на Тетраморфа.